# Emeka
Emeka – napisana przez Fredericka Forsytha biografia jego przyjaciela pułkownika Chukwuemeka Odumegwu Ojukwu, przywódcy państwa Biafra, republiki powstałej w wyniku secesji od Nigerii, niepodległej tylko przez kilka lat. Książka została wydana w 1982 roku.
"Emeka" to skrót od imienia Chukwuemeka, znaczącego w języku Igbo "Bóg wspaniale uczynił".